# NGC 109
NGC 109 là một thiên hà xoắn ốc được ước tính cách khoảng 240 triệu năm ánh sáng trong chòm sao Tiên Nữ. Nó được phát hiện bởi Heinrich Keyboardrrest vào năm 1861 và cường độ của nó là 13,7.